# 杜罗河畔伊诺霍萨
杜罗河畔伊诺霍萨（西班牙語：Hinojosa de Duero）是西班牙卡斯蒂利亚-莱昂萨拉曼卡省的一个市镇。 总面积93平方公里，总人口814人（2001年），人口密度9人/平方公里。